# Vyžice
Vyžice är en ort i Tjeckien.   Den ligger i regionen Pardubice, i den centrala delen av landet, 90 km öster om huvudstaden Prag. Vyžice ligger 381 meter över havet och antalet invånare är 161.
Terrängen runt Vyžice är kuperad åt sydväst, men åt nordost är den platt. Runt Vyžice är det ganska glesbefolkat, med 47 invånare per kvadratkilometer. Närmaste större samhälle är Pardubice, 17,1 km nordost om Vyžice. I omgivningarna runt Vyžice växer i huvudsak blandskog.